# Masaiti (Distrikt)
Masaiti ist einer von zehn Distrikten in der Provinz Copperbelt in Sambia. Er hat eine Fläche von 3697 km² und es leben 177.830 Menschen in ihm (2022). Hauptstadt des Distriktes ist das gleichnamige Masaiti. Der Distrikt war bis 1997 zusammen mit Mpongwe und Lufwanyama Teil des Ndola Rural Distrikts.

## Geografie
Der Distrikt liegt direkt südlich von Ndola, der Hauptstadt der Provinz Copperbelt, und etwa 180 Kilometer nördlich von Lusaka entfernt. Er liegt im Südosten auf einer Höhe von etwa 1400 m und im Nordwesten auf etwa 1200 m über dem Meeresspiegel. Ein Teil der Westgrenze wird durch den Kafue, ein Teil der Südgrenze durch seinen Nebenfluss Kafulafuta und ein Teil der Nordgrenze durch dessen Nebenfluss Kafubu gebildet.
Der Distrikt grenzt im Norden an die Distrikte Luanshya und Ndola, im Süden an die Distrikte Mkushi und  Kapiri Mposhi in der Zentralprovinz, im Westen an Lufwanyama und Mpongwe und im Osten an die Provinz Haut-Katanga in der Demokratischen Republik Kongo.

## Wirtschaft
Masaiti ist ein ländlicher Distrikt mit guten Böden. Er profitiert von Entwicklungshilfeprojekten, was Bauerngenossenschaften sowie die Versorgung mit Saatgut und Kunstdünger sehr erleichtert. Hauptprodukte sind Mais, Süßkartoffeln, Soja, Holzkohle, Bienenhonig und -wachs. Es wird versucht, Fischzucht zu betreiben.
Das Miengwe-Waldreservat galt in seinem Bestand als intakt. Die schwierige wirtschaftliche Lage hat Mitte der 1990er Jahre jedoch zu Einschlagskonzessionen für Bergbauhölzer und Holzkohle geführt, deren Einnahmen am Distrikt vorbeigingen.
Der Distrikt hat das größte Kalksteinvorkommen des Landes.

## Infrastruktur
Der Bau des 449 Millionen Dollar teuren Kafulafuta-Staudamms durch die Regierung soll den Agrarsektor unterstützen.
Die Lokalregierung bemüht sich die schlechte Straßennetzinfrastruktur und das Strom- und Wasserversorgungsnetz zu verbessern.
Durch den Distrikt führen die Asphaltstraße T3 und die Eisenbahnstrecke in den Copperbelt.